# Стів Нікол
Стів Нікол (англ. Steve Nicol, нар. 11 грудня 1961, Трун) — колишній шотландський футболіст, що грав на позиції захисника. По завершенні ігрової кар'єри — футбольний тренер. Відомий, зокрема, виступами за «Ліверпуль», а також національну збірну Шотландії.

## Біографія

### Ліверпульський період
Нікол почав свою професійну кар'єру в шотландському «Ейр Юнайтед» і провів в цьому клубі трохи більше двох сезонів, зігравши за цей час в 70 матчах в лізі. 26 жовтня 1981 року він був придбаний легендарним менеджером «Ліверпуля» Бобом Пейслі за £300,000.
Наступні два роки Стів провів, виступаючи за резервні команди «червоних» і набираючись досвіду. Його дебют у першому складі відбувся 31 серпня 1982 року в матчі проти «Бірмінгем Сіті» на стадіоні «Сент-Ендрюс» (0-0), а в 1983-му, вже за нового наставника «Ліверпуля» Джо Фегана, він став постійним гравцем основного складу. Перший гол за команду Нікол забив 22 жовтня 1983 року в матчі проти «Куїнз Парк Рейнджерс» на «Лофтус Роуд» (1-0). За підсумками свого першого повного сезону в першому складі Стів став чемпіоном Англії, хоча і не отримав медаль, так як провів недостатню кількість матчів. Він не потрапив в заявку на перше в історії мерсисайдське дербі у фіналі Кубка Ліги, але був у числі гравців, які обіграли італійську «Рому» на її стадіоні у фіналі Кубка чемпіонів в Римі в сезоні 1983-84.
Починаючи з наступного сезону, Нікол став гравцем основного складу. В 1986-му він зробив «дубль» з «Ліверпулем», яким керував уже Кенні Далгліш. «Червоні» випередили «Евертон» в чемпіонаті на два очки і обіграли його в першому в історії Мерсісайдському фіналі Кубка Англії з рахунком 3-1. До того часу Стів вже регулярно викликався в збірну Шотландії, в якій він дебютував 12 вересня 1984-го в матчі проти Югославії на «Хемпден Парк».
У 1988 році Стів Нікол несподівано виявив таланти бомбардира, як і раніше виступаючи як захисник. Особливо запам'ятався його хет-трик в матчі проти «Ньюкасла», а також м'яч, забитий головою з дальньої відстані у ворота «Арсеналу». Він продовжував успішно виконувати і свої функції в обороні і допоміг «Ліверпулю» виграти черговий чемпіонський титул. Клуб міг оформити ще один «дубль», але у фіналі Кубка Англії «червоні» несподівано поступилися «Вімблдону» з рахунком 0-1.
Наступного року разом зі своїми партнерами по команді Стів взяв участь у численних церемоніях похорону жертв трагедії на стадіоні «Хіллсборо». «Ліверпуль» виграв у переграванні цього матчу, а потім здобув перемогу над «Евертоном» у фіналі турніру, проте упустив на «Енфілді» перемогу в чемпіонаті Англії, завдяки, можливо, останнього удару сезону, яким Майкл Томас приніс чемпіонський титул «Арсеналу». Стів Нікол за підсумками сезону 1988-89 був визнаний найкращим гравцем року за версією футбольних журналістів.
В наступному сезоні «Ліверпуль» здобув найбільшу в своїй історії перемогу в лізі, обігравши « Крістал Пелас» з рахунком 9-0. При цьому Нікол став єдиним гравцем, який того вечора відзначився двічі, забивши перший і останній голи своєї команди (на 7-й і 90-й хвилинах). За підсумками сезону «червоні» знову стали чемпіонами Англії, а два роки потому вже під керівництвом Грема Сунесса виграли Кубок Англії, цього разу перемігши у фінальному матчі «Сандерленд» з рахунком 2-0.

### Після Ліверпуля
Стів залишався в «Ліверпулі» до 20 січня 1995 року, коли він зайняв пост граючого тренера в «Ноттс Каунті», але не зміг врятувати команду від вильоту в Другий дивізіон. У листопаді 1995 року Нікол перейшов в «Шеффілд Венсдей», в якому він дебютував у матчі проти « Евертона» на «Гудісон Парк» (2-2). Але найзнаменнішою подією в кар'єрі Стіва на «Хіллсборо» став матч проти «Ліверпуля» 7 грудня 1996-го, коли він допоміг своєму клубу несподівано перемогти з рахунком 1-0. Після завершення кар'єри в «Уенсдей» Нікол пограв ще за «Вест Бромвіч Альбіон» і «Донкастер Роверс», а потім відправився в США.

### Америка. Початок тренерської кар'єри
В 1999 році Стів зайняв пост граючого тренера в «Бостон Буллдогс» з А-Ліги. У вересні того ж року він тимчасово, на два матчі, зайняв пост граючого тренера «Нью-Інгленд Революшн», який виступав в MLS. Обидві гри його команда виграла, а потім Нікол знову повернувся в «Бостон Буллдогс». В 2002-му він став асистентом головного тренера в «Нью-Інгленд Революшн». Незабаром Нікол став менеджером клубу спершу на тимчасовій, а потім (після 21 матчу за кермом клубу) і на постійній основі. За підсумками сезону його команда виграла кубок MLS, а сам Нікол був визнаний найкращим тренером року в MLS.

## Титули і досягнення

### Гравець
- Чемпіонат Англії
  - Чемпіон (5): 1981–82, 1982–83, 1983–84, 1985–86, 1987–88
  - Срібний призер (3): 1984–85, 1986–87, 1990–91
- Кубок Англії
  - Володар (3): 1985–86, 1988–89, 1991–92
  - Фіналіст (1): 1987–88
- Кубок ліги:
  - Володар (3): 1981–82, 1982–83, 1983–84
  - Фіналіст (1): 1986–87
- Суперкубок Англії
  - Володар (1): 1989
- Кубок європейських чемпіонів
  - Володар (1): 1983–84
  - Фіналіст (1): 1984–85

### Тренер
- Відкритий кубок США
  - Володар (1): 2006–07